# La lozana andaluza (película)
La lozana andaluza (en it., La lozana andalusa) es una coproducción hispano-italiana estrenada en el Cine Avenida de Madrid el 18 de octubre de 1976, producida y dirigida por Vicente Escrivá con diálogos y guion de Lorenzo López Sancho y el propio director, basada en la adaptación de Alfonso del Vando del Retrato de la Loçana andaluza del clérigo y escritor renacentista Francisco Delicado, publicado anónimamente en Venecia en 1528.
Para el diario Pueblo (3 dic. 1976), «La extraordinaria superproducción de Vicente Escrivá [calificada por el propio rotativo como "¡LA OBRA CUMBRE DEL EROTISMO ESPAÑOL EN UN FILME INTERNACIONAL!"], está batiendo, según las estadísticas, todos los records de taquilla en Madrid, frente a las grandes producciones extranjeras actualmente en las carteleras de nuestra capital. […] Indiscutiblemente se ha puesto de manifiesto que cuando se trata de una película de gran valía como "La lozana andaluza", en la que se ve el esfuerzo y la riqueza en sus escenas, el público responde y hace patente con sus aplausos su admiración por una obra de arte de la calidad de [esta]».
En el contexto del panorama político y social español de la segunda mitad de la década de los setenta, la película se estrenó apenas un año tras la muerte de Franco en noviembre de 1975 y año y medio después de la promulgación el 1 de marzo del mismo del nuevo Código de Censura, según el cual «se admitirá el desnudo siempre que esté exigido por la unidad total del film, rechazándose cuando se presente con intención de despertar pasiones en el espectador normal o incida en la pornografía», lo que, según el crítico cinematográfico de ABC Pedro Crespo, le permitiría a los espectadores recrearse «en la visión de la epidermis de Maria Rosaria Omaggio, antigua locutora de la Radiotelevisión Italiana».
En el espacio cinematográfico español de mediados de los años 1970, formó parte de una trilogía de adaptaciones cinematográficas de clásicos literarios medievales precedida de las dos partes de El libro de buen amor, dirigidas por Tomás Aznar y Jaime Bayarri, estrenadas en agosto de 1975 y abril de 1976 respectivamente, «encajadas sin ambages en esa primera oleada de cine erótico y camufladas en una refinada coartada cultural. […] [en las que] el análisis de la Literatura y la Historia están conscientemente ausentes en beneficio de la mera ilustración filmada de una época o un determinado "universo" literario».
En cuanto a las numerosas escenas de «destape» propias de la época que componen la película (casi el cincuenta por ciento de las cintas producidas en 1976 pertenecieron a este género), sin duda la «más celebrada fue el desnudo en la ducha de la italiana Maria Rosaria Omaggio («La criada desnuda a la Lozana, que enseña el pecho y las nalgas; las piernas con medias negras hasta mitad del muslo. Un hábil giro de cámara escamotea la visión del pubis»), que también se exhibió en la adaptación de textos populares valencianos. Todo un entusiasmo por nuestra tradición literaria que se esfumó cuando los pechos y los culos pudieron ser contemporáneos».

## Sinopsis
Rampín (Enzo Zerusico) es un simpático pícaro que vive con su tía, una alcahueta conocida como la Napolitana (Diana Lorys), en la corrupta y desvergonzada Roma del primer tercio del siglo XVI (1513-1524). Al poco tiempo llega huyendo «de la misma Andalucía» Lozana, una exuberante y sexualmente precoz cordobesa que pronto se convertirá en «la más bella y promiscua cortesana de [la ciudad]». Ambos llegan a un acuerdo: él se convertirá en su proxeneta mientras que ella será su prostituta, su sirvienta y su amante. Pero don Sancho (Carlos Ballesteros), un apuesto caballero castellano que va a casarse a Roma, se enamora de Lozana. Tras la boda, este la busca y Rampín, celoso, se embriaga siendo encarcelado. En todo caso la joven logra liberarlo gracias a la intervención de don Sancho, por lo que esta le promete a cambio irse con él a Toledo.

## Reparto
Si bien parece que desde el principio (ene. 1976) estaba claro que el papel de don Sancho de Villafáñez iba a ser interpretado por Carlos Ballesteros, no así los de Rampín y la Lozana, para los que se hablaba por entonces de un actor «francés», Catherine Spaak, Mary Francis o Claudia Cardinale respectivamente:

Se empezará a rodar "La lozana andaluza". Esta vez se trata de una versión cinematográfica con Carlos Ballesteros como don Sancho, un Rampín francés y una Lozana aun sin decidir, pero que podría ser Catherine Spaak, Mary Francis o Claudia Cardinale. Vicente Escrivá dirige el cotarro. Esperemos que la empresa llegue al final porque las versiones teatrales de la obra siempre se han quedado en el cajón de la mesa de algún empresario.

Inmaculada Martín (31 ene. 1976). Blanco y Negro. En voz baja (Madrid) (3326): 57.

Finalmente, los actores y actrices que participaron en el filme fueron estos:
| - Maria Rosaria Omaggio, Lozana. - Enzo Cerusico, Rampín. - Diana Lorys, la Napolitana. - Carlos Ballesteros, don Sancho de Villafáñez. - Rafael Alonso, Trigo. - Josele Román, Pellegrina. - Alfonso del Real, valijero. - María Álvarez. - Rafael Hernández, Oliveros. - José María Prada, don Rodrigo. - Antonio Casas, Castruccio. - Mirta Miller, aviñonesa. - Fedra Lorente, Polidora. - Francisco Cecilio, cardenal. - Carmen Martínez Sierra, hornera. - Alejandro de Enciso. - Chiro Bermejo. - Emilio Fornet, maestresala perusino. - Álvaro Zermeño. - Mari Carmen Duque. | - Consuelo Pascual. - José Luis Zalde. - Josefina Calatayud. - Mario Novelli. - Ricardo Díaz. - Emilio Arnáiz. - Tota Alba, dueña en la casa de Castruccio. - Alfredo Cembreros. - Paquita Villalba. - Jenny Parra. - Tony Valento. - Sergio Gallego. - Pilar Corrales. - Agustín Bescós. - Ferrando Lireira. - Raquel Rodrigo. - May Heatherly, mujer de don Sancho. - Lola Santoyo. - Pilar Torres, bailarina. - Francisco Balcells, monje. | - Eugenio Navarro. - Fabián Conde. - Manuel Pereiro. - Antonio Ross. - Enrique Quezadas. - Alfonso de la Vega. - Antonio Orengo. - Fernando Sánchez Polack. - Manuel Ayuso. - Alfredo Calles. - Maria Gianni. - Cristino Almodóvar. - Olvido Lorente. - Amelia Treviño. - Salvador García. - Monica Kendy. - Mariano García. - Junior, dama joven. - Simón Ramírez. |

## Hemerografía
- Crespo, Pedro (21 oct. 1976). «"La lozana andaluza", de Vicente Escrivá». ABC. Crítica de cine (Madrid): 82.